# Octonoba yaginumai
Octonoba yaginumai är en spindelart som beskrevs av Yoshida 1981. Octonoba yaginumai ingår i släktet Octonoba och familjen krusnätsspindlar. Inga underarter finns listade i Catalogue of Life.